# Palazzo del Feudo di Sant'Ambrogio
Il Palazzo del Feudo di Sant'Ambrogio è un palazzo medievale, risalente al XII secolo, ubicato a Sant'Ambrogio di Torino. È stato ampliato nel XIII secolo, comprendendo la Torre del Palazzo del Feudo di Sant'Ambrogio.
L'ingresso al Palazzo del Feudo avviene da Via Umberto I° tramite un grande e imponente arco a tutto sesto realizzato in pietra. Da questo accesso si entra in un cortile dove è ubicato il broletto.
Il palazzo è stato più volte modificato nei secoli, ed ha due poderosi archi in pietra sostenuti da una colonna decorata con foglie d’acanto. Il primo piano è attualmente una abitazione privata. Sul muro laterale del palazzo, a circa 4,5 metri di altezza, è visibile una bifora a doppia ghiera con capitello a stampella e decorazione a foglie d’acanto. I muri del broletto, sono alti 6 metri e costituiti da filari di pietre lavorate, disposte a spina di pesce e distribuite a corsi ordinati e orizzontali.

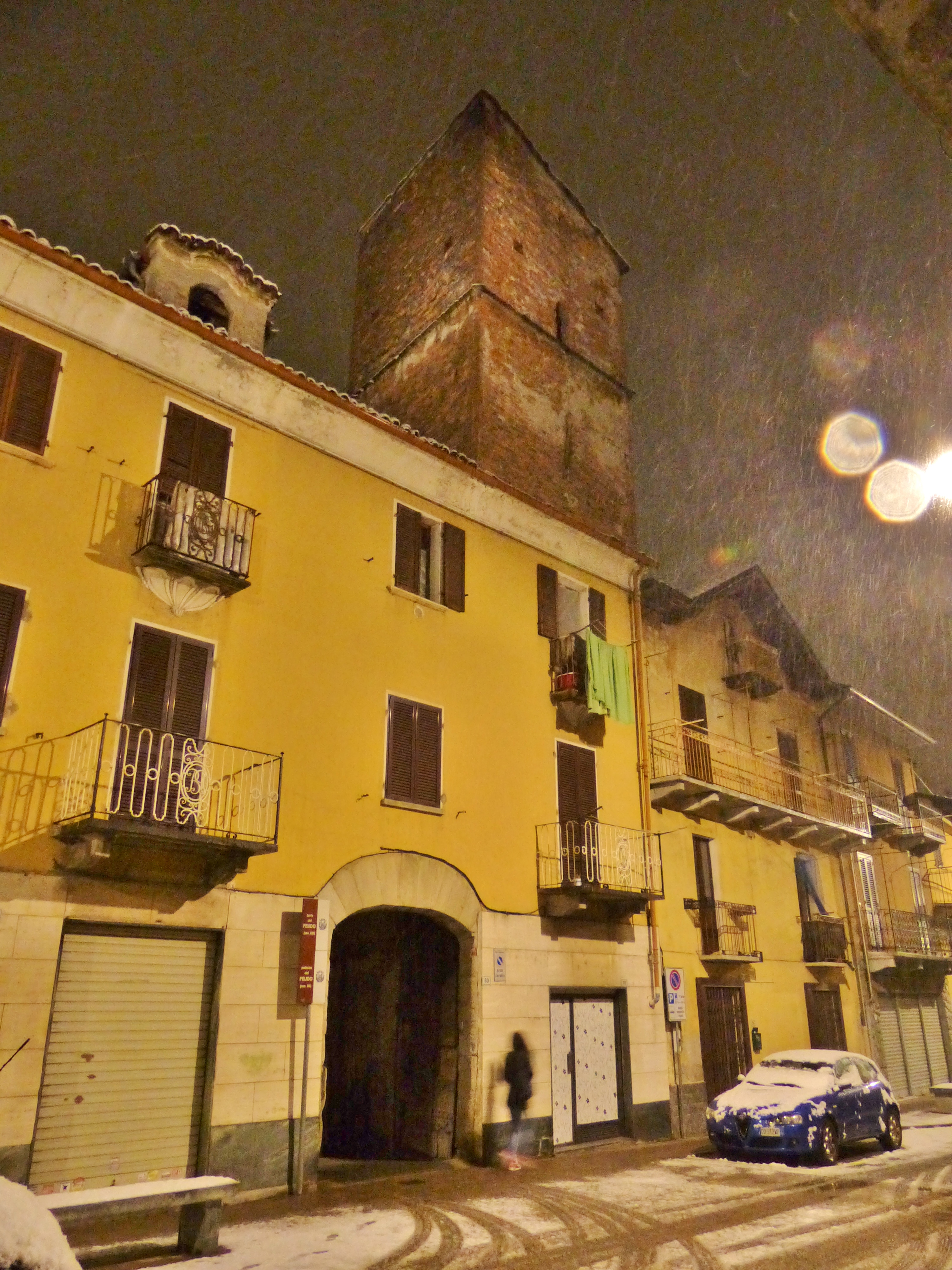
Facciata di via Umberto I° del Palazzo del Feudo di Sant'Ambrogio, nella nevicata del 02.12.2017

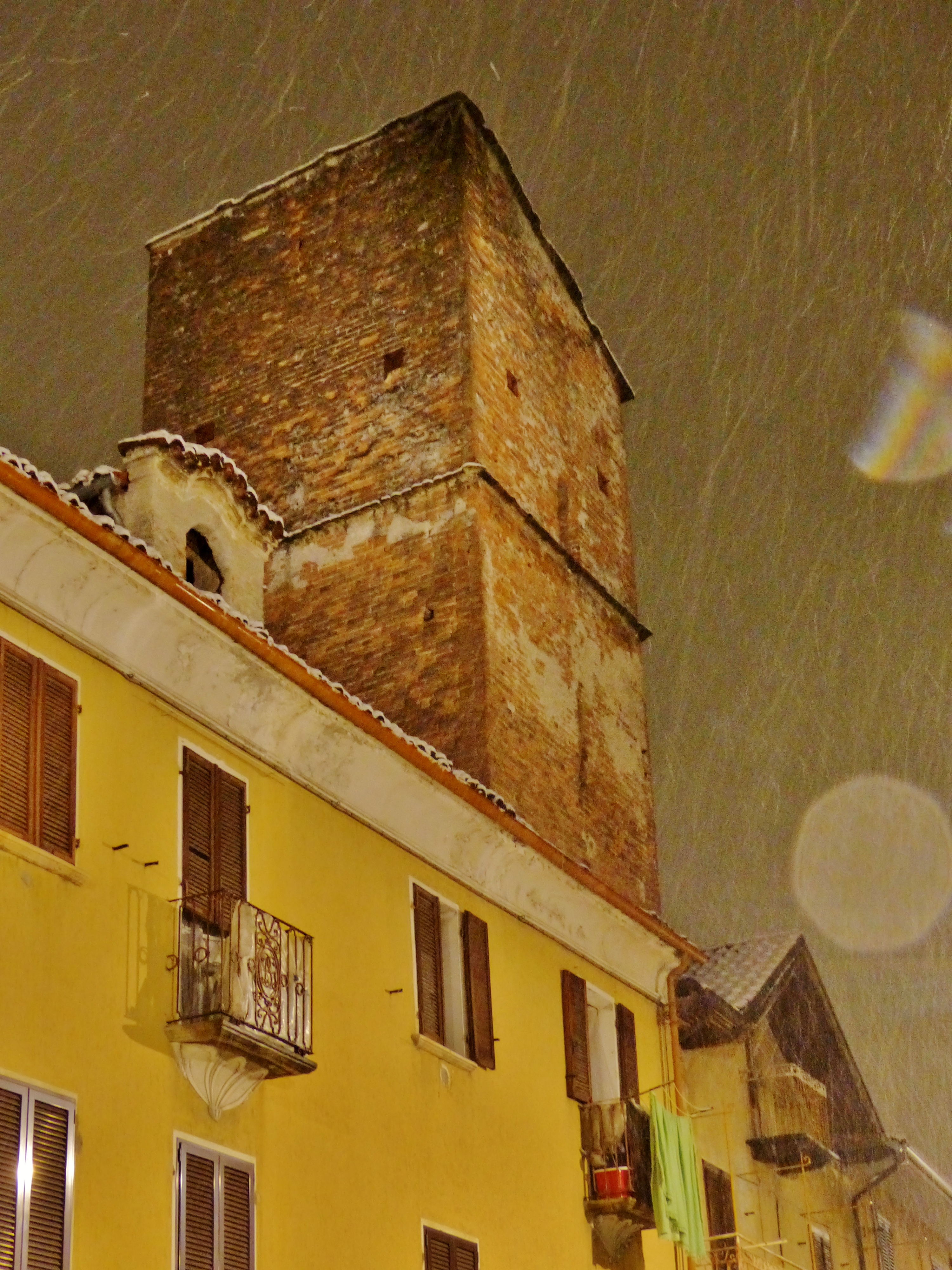
Torre del Palazzo del Feudo di Sant'Ambrogio, nella nevicata del 02.12.2017

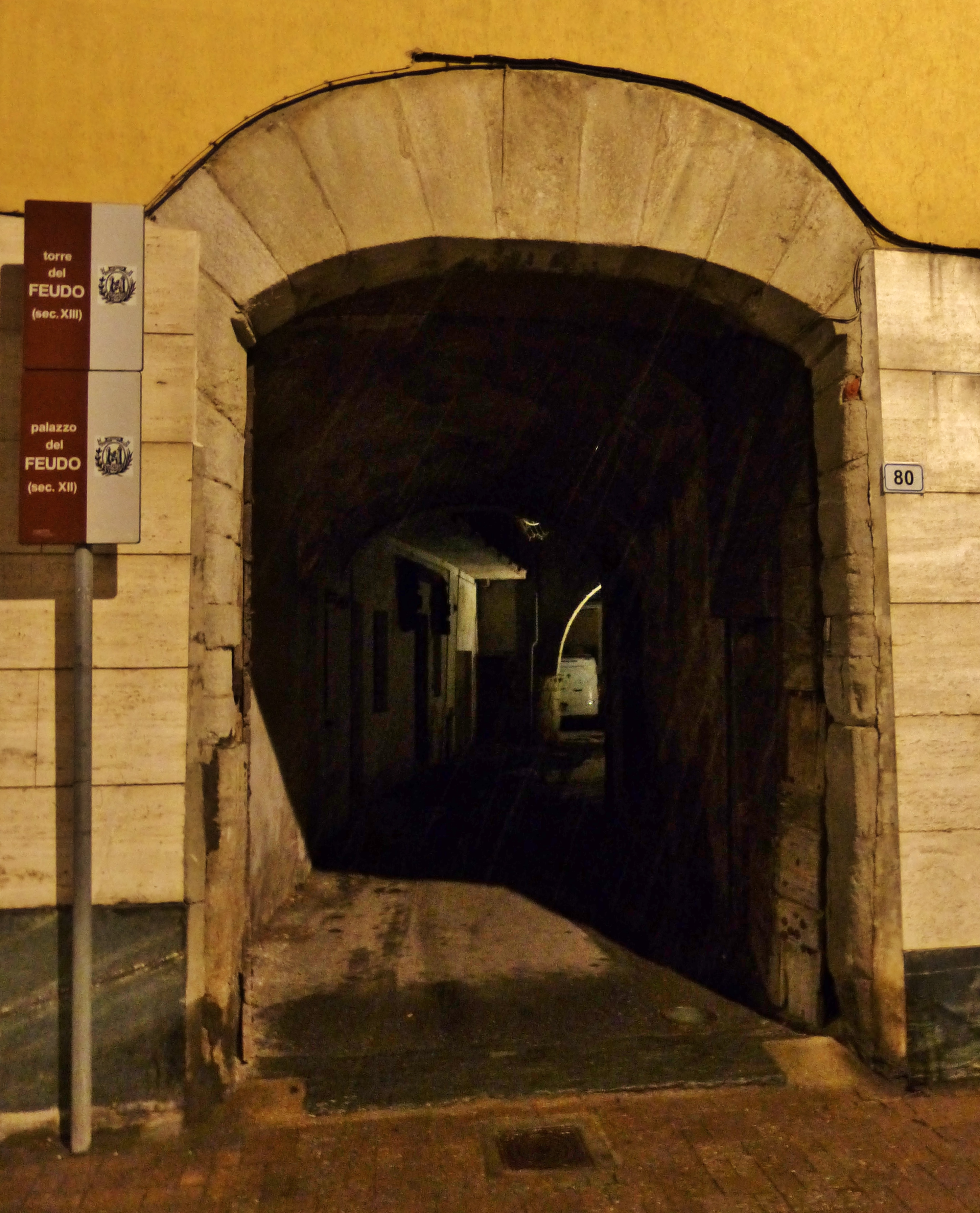
Portale di Ingresso al Palazzo del Feudo di Sant'Ambrogio

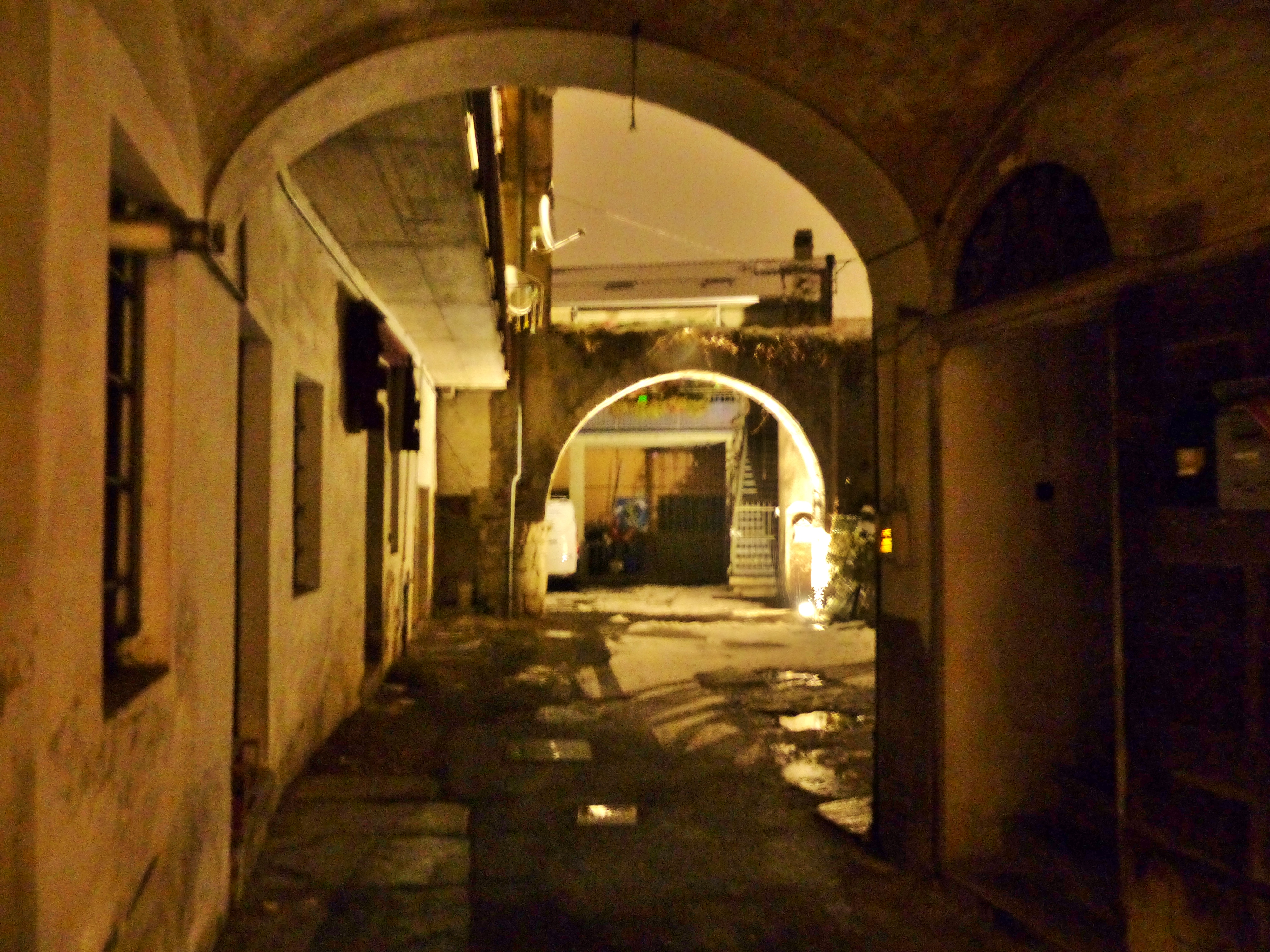
Archi di accesso al Palazzo del Feudo di Sant'Ambrogio

Palazzo del Feudo di Sant'Ambrogio, con la torre che si affaccia su Via Umberto I° vista dal Palazzo Abbaziale.

## Torre del Palazzo del Feudo
Successivamente alla data del 29 aprile 1162, quando l'imperatore Federico Barbarossa concesse in investitura all'abate Stefano della Sacra, il territorio di Sant'Ambrogio tornò sotto la giurisdizione della sacra di San Michele e nel villaggio fu costruito nel XII secolo il palazzo del Feudo, sul quale svetta la torre poi realizzata nel XIII secolo, ed alta 19 metri